# Henri Mitton
Pour les articles homonymes, voir Mitton.
Œuvres principales
- Ne riez jamais d'une femme qui tombe
- Pas un navire à l'horizon
- Donnez-moi signe de vie
- Soleil
- Passionnaria
- Moi, moi et moi

Henri Mitton, né à Clermont-Ferrand le 28 octobre 1929 et décédé à Paris 15e le 28 juin 2016, est un auteur dramatique de langue française.

## Biographie
Tout d’abord concepteur-rédacteur puis directeur de création dans une agence de publicité à Paris. Il s’oriente ensuite vers l’écriture théâtrale à laquelle il se consacre entièrement à partir de 1969. L’essentiel de son œuvre se situe entre 1976 et 1990, années durant lesquelles sont créées huit de ses pièces. Il a notamment écrit différents sketches pour Sylvie Joly, dont Catherine, l'un de ses plus grands succès.

## Œuvres
- 1976 : Ne riez jamais d'une femme qui tombe
- 1978 : Pas un navire à l'horizon
- 1982 : Royal-Palace-Hôtel
- 1983 : Donnez-moi signe de vie
- 1984 : Sophie-Colombe
- 1986 : Soleil
- 1986 : Passionnaria
- 1987 : Moi, moi et moi

## Œuvres publiées
- Passionnaria, Avant-Scène Théâtre
- Soleil, Papiers Actes-Sud
- Sylvie Joly. Absolument, absolument…, Livre de Poche (extraits de "Ne riez jamais d'une femme qui tombe")

## Sources
- Répertoire du théâtre contemporain de langue française, Claude Confortès, éditions Nathan.